# Socialdemócratas de Gibraltar
Socialdemócratas de Gibraltar (Gibraltar Social Democrats, GSD, en castellano) es un partido político de centro-derecha del territorio británico de Gibraltar. Fundado en 1989, se mantuvo en el poder, bajo la dirección de Peter Caruana entre 1996 y 2011.

## Trayectoria

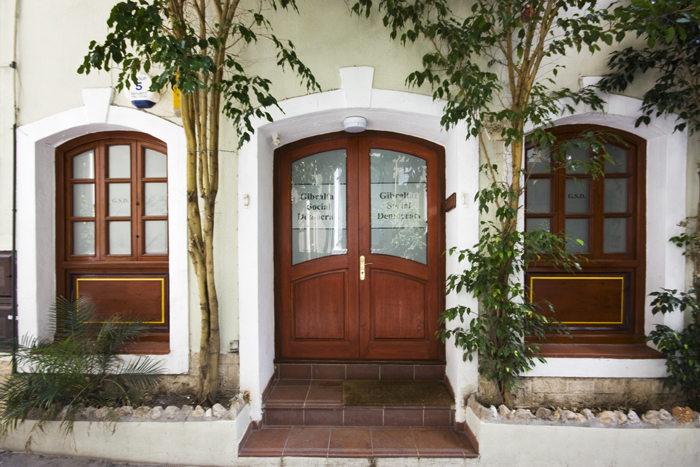
Sede de GSD en College Lane (Gibraltar).

Socialdemócratas de Gibraltar fue fundado en 1989, poco después de que, tras las elecciones de 1988, la Asociación para el Progreso de los Derechos Civiles (AACR) perdiera el poder ante el Partido Socialista Laborista (GSLP) de Joe Bossano. Peter Montegriffo, diputado de la AACR en la Asamblea de Gibraltar, abandonó su partido tras intentar sin éxito dirigirlo, y creó el GSD, sin abandonar su escaño en la asamblea.
Sin embargo, un año después, ante la tesitura de perder su condición de socio en una firma de abogados, abandonó la asamblea. Un joven abogado, Peter Caruana, se aupó al liderazgo del partido y ganó la elección parcial, convirtiéndose en el segundo miembro del GSD en acceder a la Asamblea de Gibraltar. En las siguientes elecciones, en 1992, que supusieron un triunfo arrollador de Joe Bossano (con un 75,3% de los votos), el GSD, encabezado por Caruana, se convirtió en el principal partido de la oposición, ante la práctica desaparición de la AACR, obteniendo un 20,2% de los votos y siete de los quince escaños de la asamblea (si bien el candidato independiente Reginald Valerino estuvo a punto de conseguir uno de los escaños ocupados finalmente por el GSD).
A pesar del claro triunfo de Joe Bossano en las elecciones de 1992, la legislatura fue muy agitada, especialmente debido al contrabando de tabaco y drogas hacia España y por el enfrentamiento de éste con el del Reino Unido, especialmente debido a la negativa de Bossano a implementar las medidas contra el lavado de dinero requeridas por Londres y la Comunidad Económica Europea. Cuando finalmente Bossano se decidió a acabar con el contrabando y a implantar las medidas que había pedido el Gobierno británico, se produjeron masivas manifestaciones, en julio de 1995. Apoyando dichas movilizaciones, el GSD fue capaz de capitalizar el descontento de los gibraltareños y alzarse con la victoria, en una campaña en la que prometió mejorar la economía e imagen de Gibraltar y mejorar las relaciones hispano-británicas. El triunfo del GSD fue por un estrecho margen (52,7% frente al 45,6% del GSLP), pero suficiente para aupar a Caruana como ministro principal.
Siempre bajo el liderazgo de Peter Caruana, el GSD volvió a ganar las elecciones de los años 2000, 2004 y 2007, en todas ellas ante la alianza entre el Partido Socialista Laborista de Gibraltar (GSLP) de Joe Bossano y el Partido Liberal de Gibraltar. En 2005 el GSD se fusionó con el Partido Laborista de Gibraltar (GLP) de Daniel Feetham (antiguo militante del GSLP), conservándose el nombre de aquel. Sin embargo, la fusión resultó impopular entre miembros de ambos partidos, lo que provocó que altos cargos del partido, como el vicepresidente Keith Azopardi, abandonaran el partido para formar el Partido Progresista Democrático (PDP). Desde entonces, Feetham ha sido visto como un posible sucesor de Caruana.
En 2011, sin embargo, un renovado liderazgo opositor, con Fabian Picardo a la cabeza, derrotó finalmente al GSD.

## Resultados electorales
| Elecciones | Candidato      | Votos       | % de votos | Escaños | Gobierno             |
| ---------- | -------------- | ----------- | ---------- | ------- | -------------------- |
| 1992       | Peter Caruana  | 18 263 (#2) | 20,22 %    | 7/15    | Oposición            |
| 1996       | Peter Caruana  | 66 190 (#1) | 52,20 %    | 8/15    | Gobierno mayoritario |
| 2000       | Peter Caruana  | 67 443 (#1) | 58,35 %    | 8/15    | Gobierno mayoritario |
| 2003       | Peter Caruana  | 58 234 (#1) | 51,45 %    | 8/15    | Gobierno mayoritario |
| 2007       | Peter Caruana  | 76 334 (#1) | 49,33 %    | 10/17   | Gobierno mayoritario |
| 2011       | Peter Caruana  | 81 172 (#1) | 46,76 %    | 7/17    | Oposición            |
| 2015       | Daniel Feetham | 46 545 (#2) | 31,56 %    | 7/17    | Oposición            |
| 2019       | Keith Azopardi | 40 453 (#2) | 25,55 %    | 6/17    | Oposición            |
| 2023       | Keith Azopardi | 86 537 (#2) | 48,15 %    | 8/17    | Oposición            |